# Stazione di ricarica per veicoli elettrici

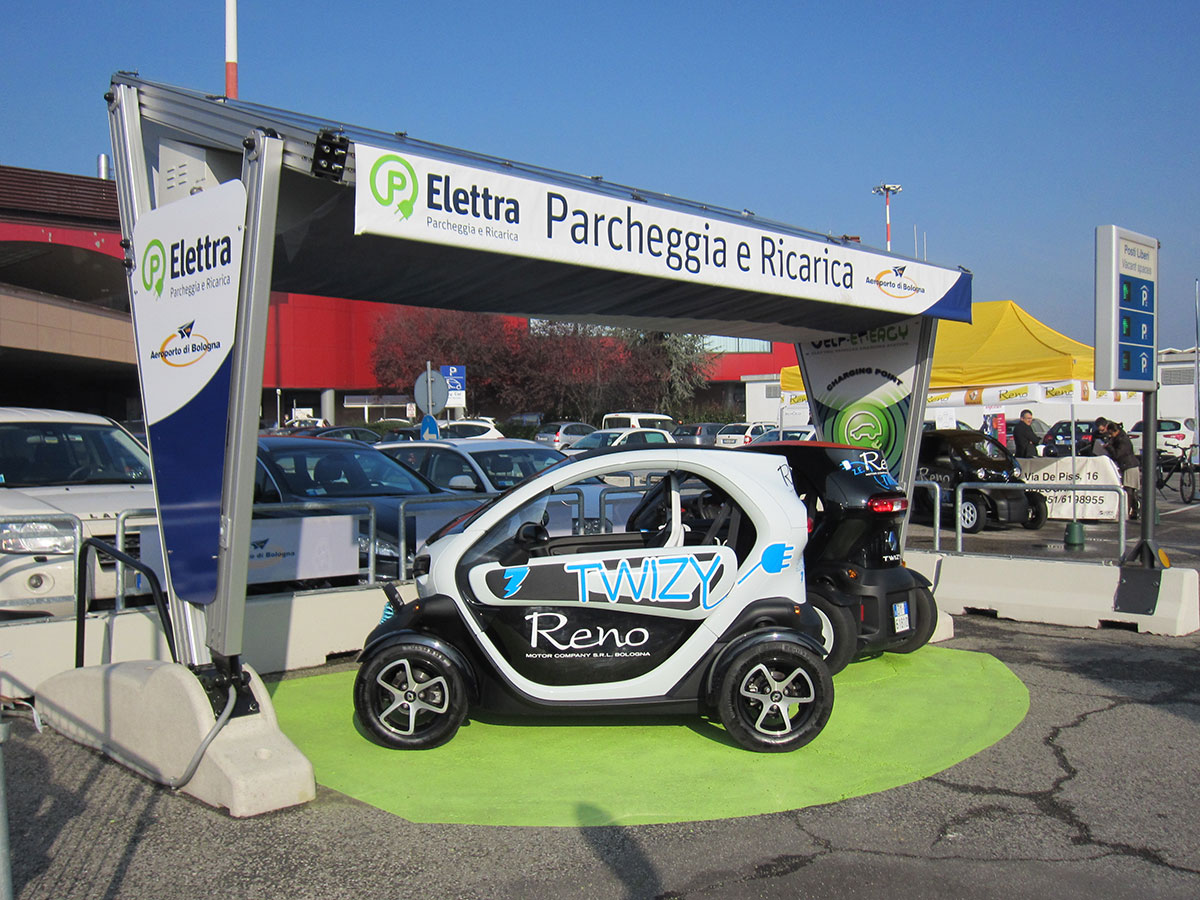
Servizio di ricarica per i clienti dell'aeroporto di Bologna

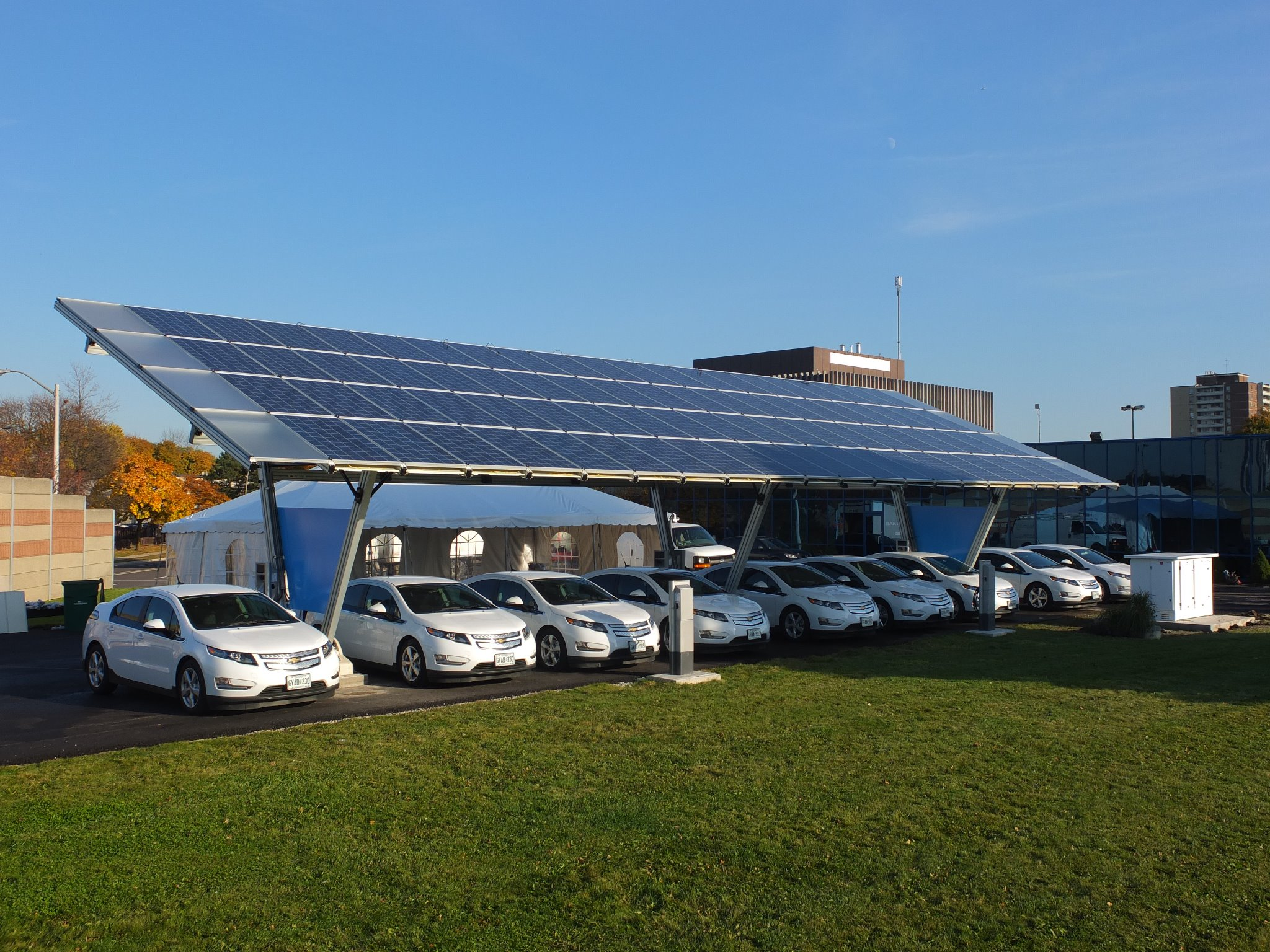
Colonnine di ricarica a Toronto

Una stazione di ricarica per veicoli elettrici è un'infrastruttura costituita da uno o più punti di ricarica per veicoli elettrici e ibridi ricaricabili, comunemente chiamati colonnine di ricarica.
Il mercato dei veicoli elettrici è in continua espansione e vi è un crescente bisogno di stazioni di ricarica di pubblico accesso in grado di supportare un sistema di ricarica veloce, con tensioni molto più alte rispetto a quelle erogate da un impianto elettrico domestico.
Gran parte delle stazioni di ricarica sono infrastrutture su strada fornite da aziende del settore elettrico ed energetico.
Gli strumenti più frequentemente utilizzati per l'autorizzazione all'erogazione di corrente sono applicazioni per smartphone e tessere RFID.

## Tipi di stazioni di ricarica
In base al settore d'utilizzo, le colonnine di ricarica devono soddisfare esigenze diverse. Generalmente possono essere suddivise in due categorie principali: colonnine di ricarica per il settore privato e semipubblico e colonnine di ricarica per il settore pubblico.
Settore privato e semipubblico
Questo campo d'impiego comprende tutte le colonnine allacciate alla rete locale, ovvero al contatore del fornitore di energia. Solitamente questo tipo di stazioni di ricarica richiedono che venga solamente eseguita la connessione alla rete elettrica da parte di un professionista qualificato. I campi di impiego nel settore privato o semipubblico sono: abitazioni, centri commerciali, negozi, ristoranti, hotel, autosaloni con officina, banche/assicurazioni, parcheggi aziendali.
Settore pubblico
Le colonnine di ricarica per il settore pubblico sono installate e controllate da fornitori di energia e gestori di reti elettriche. I campi di impiego per questo settore sono: le strade pubbliche, i parcheggi pubblici situati presso gli aeroporti e le stazioni ferroviarie.

## Standard

### Modi per la ricarica dei veicoli elettrici

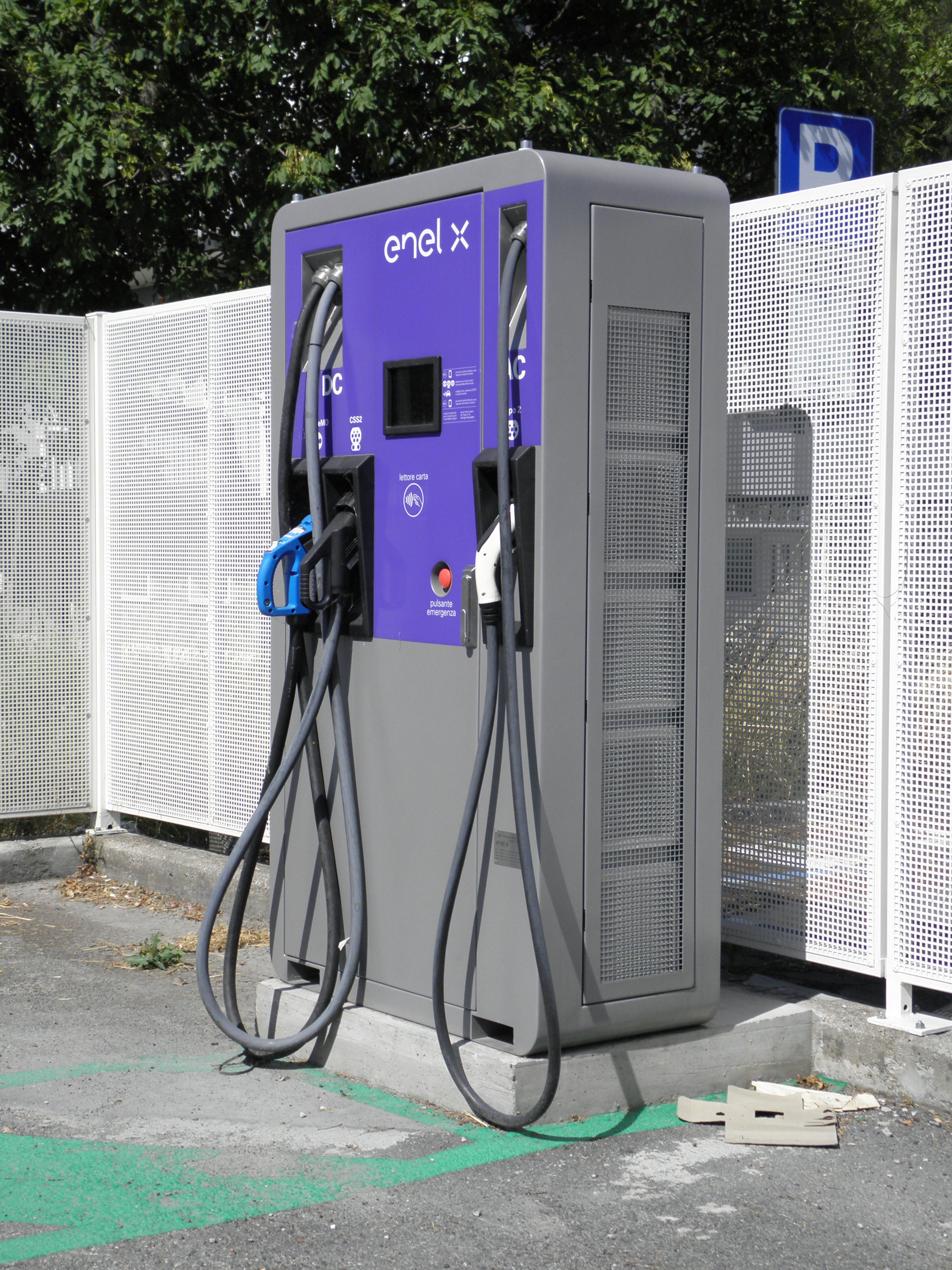
Colonnina di ricarica Enel X a Rovigo

Secondo la normativa IEC 61851-1 relativa alle colonnine di ricarica, sono definite quattro modalità per la ricarica dei veicoli, chiamate Modi. Più precisamente:
- Modo 1: ricarica lenta (6-8 h) a 16 A in corrente alternata ammessa solamente in ambiente domestico privato. È possibile utilizzare una semplice presa domestica o una presa industriale fino a 32 A.
- Modo 2: ricarica lenta (6-8 h) a 16 A in corrente alternata ammessa in ambiente domestico e pubblico. Sul cavo di alimentazione del veicolo è presente un dispositivo denominato Control Box (sistema di sicurezza PWM) che garantisce la sicurezza delle operazioni durante la ricarica. Le prese utilizzabili sono quelle domestiche o industriali fino a 32 A.
- Modo 3: ricarica lenta (6-8 h) a 16 A o mediamente rapida (30 min – 1 h) a 63 A e 400V (modalità con sistema di sicurezza PWM), ammessa in ambiente domestico e pubblico. La ricarica deve avvenire tramite un apposito sistema di alimentazione dotato di connettori specifici.
- Modo 4: Ricarica ultra rapida (5-10 min)  in corrente continua fino a 200 A e 400 V, ammessa solamente in ambiente pubblico. Con questo sistema è possibile ricaricare i veicoli in alcuni minuti, il caricabatterie è esterno al veicolo. L'associazione che promuove il Modo 4 è nata in Giappone ed è denominata CHAdeMO[1], nome che è passato ad indicare anche il connettore utilizzato per questo sistema.

È inoltre in corso la sperimentazione di sistemi di ricarica a induzione, tramite impianti a pavimento, in grado di caricare i veicoli senza fili, con tempi di ricarica notevolmente ridotti.
La diffusione di stazioni di ricarica a corrente continua sulle autostrade, che grazie a una capacità di ricarica fino a 50 kW permettono di ricaricare un'auto elettrica in 20-30 minuti, a differenza delle stazioni di ricarica a corrente alternata che impiegano, nel migliore dei casi, circa 1 ora per ricaricare completamente una batteria, sta progressivamente permettendo l'uso delle auto elettriche anche su lunghe distanze..
In funzione del tipo di cavo di alimentazione tra veicolo e colonnina, la normativa individua i seguenti casi:
- Caso A: il cavo è collegato stabilmente al veicolo
- Caso B: il cavo è scollegato sia dal veicolo che dalla colonnina
- Caso C: il cavo è collegato stabilmente alla colonnina di ricarica

### Sistemi di comunicazione veicolo/infrastruttura

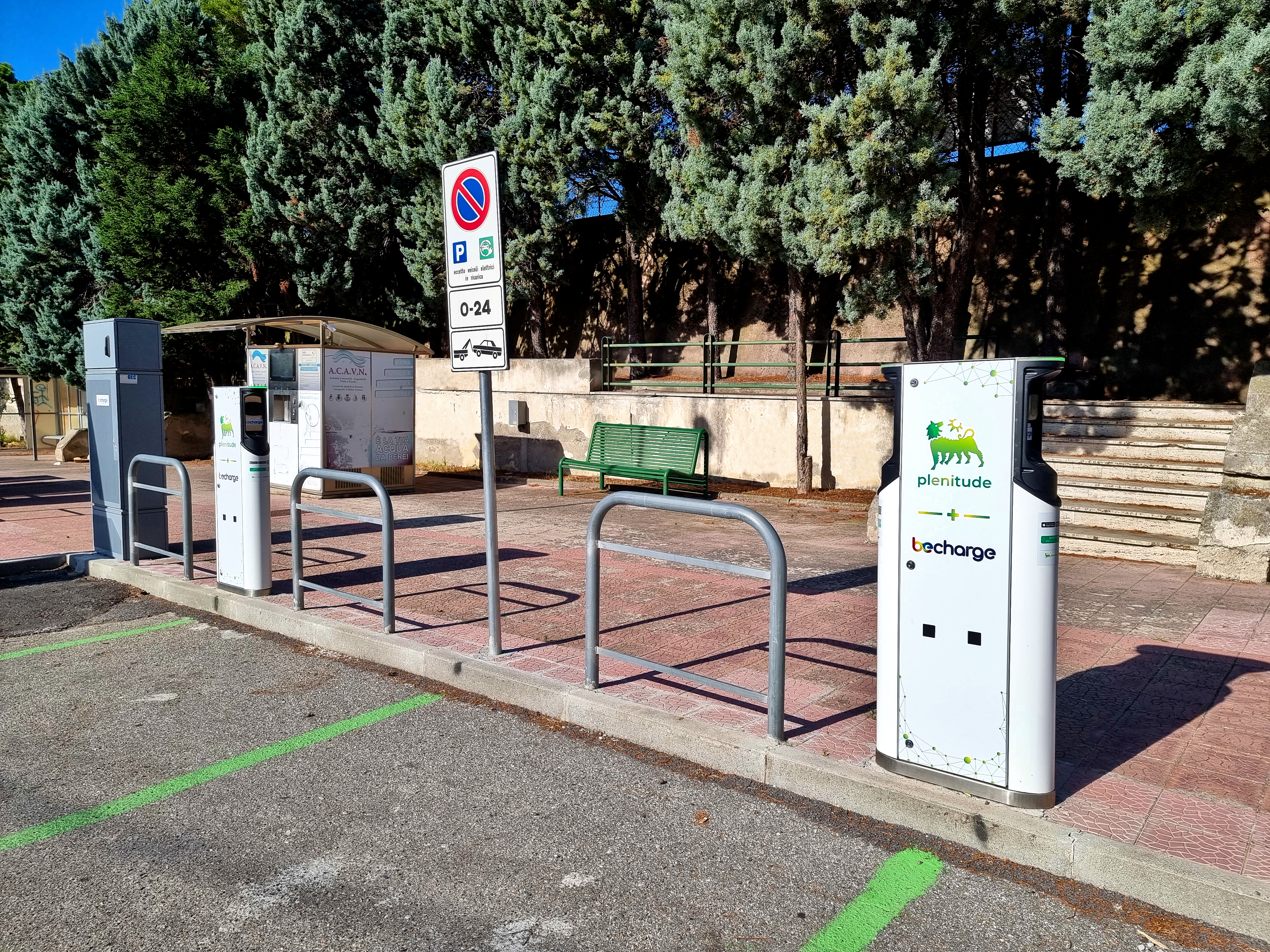
Colonnine di ricarica Eni Plenitude a Torregrotta

La normativa IEC 61851-1 specifica anche il sistema di comunicazione tra la stazione di ricarica e il veicolo.
Circuito PWM Pulse-width modulation
Dispositivo di sicurezza utilizzato per lo scambio di segnali tra il veicolo elettrico e la colonnina di ricarica.
Tale dispositivo è obbligatorio per il modo 3 di ricarica.
Per veicoli senza PWM ma con resistenza, il PWM funziona in modo semplificato e limitato a 16A.
Resistor Coding (annex B.5 informative)
Dispositivo di sicurezza presente all'interno della colonnina che valuta se la sezione del cavo di collegamento è idonea a supportare la corrente erogata.
- La corrente impostata dal PWM non può prescindere quella determinata dal Resistor Coding.
- Nel caso di assorbimenti superiori, la stazione deve interrompere la carica.

### Connettori
Nella norma IEC 62196-2 sono previsti tre tipi di connettori per la ricarica dei veicoli elettrici: Tipo 1, Tipo 2 e Tipo 3 (tipo 3A e tipo 3C).
| Tipo 1                                                                               | Tipo 2 | Tipo 3a                                                                                        | Tipo 3c | Tipo 4 (CHAdeMO)                                                                |
| ------------------------------------------------------------------------------------ | --- | ---------------------------------------------------------------------------------------------- | --- | ------------------------------------------------------------------------------- |
|                                                                                      | |                                                                                                | |                                                                                 |
| - Monofase 32A 250Vac - 2 contatti pilota - IPXXB - Connettore solo per lato veicolo | - Monofase 16A, 250Vac - Trifase 63A, 480Vac - 2 contatti pilota - IPXXB - Obbligo del sistema di ritenuta della spina nella presa | - Monofase 16A, 250Vac - 1 contatto pilota - IPXXD sulla presa - Sistema di ritenuta opzionale | - Monofase 16A,250Vac - trifase 63A, 480Vac - 2 contatti pilota - IPXXD su presa e spina - Sistema di ritenuta opzionale | - Tensione 500 V DC e corrente massima 125 A - CAN bus - IPXXD su presa e spina |

La differenza principale tra il connettore Tipo 2 e Tipo 3 è la presenza di dispositivi di protezione contro il contatto accidentale di parti in tensione (IPXXD) su tutti i componenti del sistema: presa e spina.

## Alternative
Lungo un tratto dell'autostrada E20 in Svezia, che collega Stoccolma, Göteborg e Malmö, è stata posizionata sotto l'asfalto una piastra che si interfaccia con le auto elettriche, ricaricandone una bobina ricevente.
Ciò consente una maggiore autonomia dei veicoli e di ridurre la dimensione del vano batterie. È prevista l'implementazione di questa tecnologia lungo 3.000 km di strade svedesi. La prima tratta elettrificata svedese, e la prima permanente al mondo, collega l'area di Hallsberg e Örebro. Il completamento dell'opera è previsto entro il 2025.

## Interazioni con i dispositivi impiantabili
Dato il potenziale formarsi di disturbi elettromagnetici durante la fase di ricarica, soprattutto per le colonnine veloci, sono stati effettuati diversi test per verificare se questi possono interferire con i dispositivi impiantabili, come il pacemaker, in queste analisi non sono stati rilevati interferenze significativi e nessuna anomalia di funzionamento, i vari test sono stati effettuati cercando la condizione peggiore possibile, anche tenendo il cavo di ricarica sopra i dispositivi impiantabili, ciò nonostante si suggerisce una certa cautela, limitando il tempo in prossimità dei cavi di ricarica, in quanto possono verificarsi eventi molto rari che potrebbero fuggire ai test, mentre altri studi hanno rilevato come in fase di ricarica in corrente alternata (ricarica ON-OFF) a bassa tensione (220V) sono state rilevate interferenze che potenzialmente possono interrompere la funzionalità dei dispositivi impiantabili.